# Doucombo
Doucombo è un comune rurale del Mali facente parte del circondario di Bandiagara, nella regione di Mopti.
Il comune è composto da 24 nuclei abitati:
- Anakanda
- Bodio
- Bogolo
- Daga
- Dari
- Deguembéré
- Djiguibombo
- Djombo-Djenenké
- Djombo-Peulh
- Djombolo-Do
- Djombolo-Leye
- Doucombo

- Doundiourou
- Goro
- Kalibombo
- Kassa
- Kori-Kori
- Ogossagou
- Pel-Kanda
- Songho
- Sibo
- Tégourou
- Tillé
- Tougoumé